# Paul Tafel (Architekt)
Paul Tafel (* um 1875; † nach 1950) war ein deutscher Architekt.

## Leben
Über Herkunft und Ausbildung Tafels ist nichts bekannt. Um 1903 trat er in Gemeinschaft mit dem Architekten Bernutz in Sorau (Niederlausitz) erstmals in Erscheinung. In und um Sorau und im benachbarten Sagan entstanden die ersten, in der Fachpresse publizierten Wohn-, Geschäfts- und Fabrikbauten. Um 1910 übersiedelte Tafel, vielleicht über Köln-Kalk, nach Duisburg, wo er Arbeitersiedlungen und Etagenwohnhäuser für Baugenossenschaften und Privatleute ausführte. Zwischen 1911 und 1914 entwarf er und betreute vor Ort die Bauten der Gelsenkirchener Bergwerks-AG (GBAG) im luxemburgischen Esch-sur-Alzette und dem benachbarten lothringischen Deutsch-Oth (Audun-le-Tiche), insbesondere die Wohn- und die künstlerisch anspruchsvollen Werks- und Verwaltungsbauten im Zusammenhang mit dem Neubauprojekt der Adolf-Emil-Hütte, zunehmend auch Bauten für die ebenfalls der GBAG gehörenden Hütte und dem Erzbergwerk St. Michel in Deutsch-Oth. Mit diesen aufwendigen Bauten fand Tafel auch Anerkennung in führenden Fachzeitschriften. 1914 ging Tafel zurück in die Lausitz, nach Görlitz, und war 1918 in Lauchhammer nachweisbar. Zuletzt war er etwa zwischen 1925 und 1950 in München tätig.

## Bauten
- 1900–1902: Bauausführung der Villa für A. E. Stiller in Sorau, Kaszubska 41 / Witosa 50 (nach Entwurf der Berliner Architekten Gustav Erdmann und Ernst Spindler; zerstört)[1]
- vor 1903: Bauausführung des Fabrikgebäudes der Mechanischen Weberei E. A. Stiller in Seifersdorf bei Sorau (nach Entwurf der Berliner Architekten Gustav Erdmann und Ernst Spindler)
- vor 1903: Hotel Deutscher Krug in Sorau (Bernutz & Tafel)
- vor 1903: Plantagenhaus Pietsch mit Fruchtkellerei in Sorau
- vor 1903: Doppelwohnhaus Goebersdorf / Gerbersdorf
- vor 1904: Restaurant und Gasthaus Schaller in Wiesau bei Sagan
- vor 1904: Villa für August Bullmann in Sagan
- vor 1904: Wohnbebauung für Fabrikbesitzer August Bullmann in Sagan
- 1905: Wohn- und Geschäftshaus in Sorau, Markt / Rynek 10 (erhalten)
- 1910?: Wohnhaus für den Beamtenwohnungsverein / Baugenossenschaft Duisburg in Duisburg
- 1911: Einfamilienhäuser für die Baugenossenschaft Duisburg in Duisburg
- 1911: Arbeiterkolonie mit Doppelhäusern für die Baugenossenschaft Duisburg in Duisburg
- 1911: Siedlung „Auf der Acht“ in Esch-sur-Alzette, Rue Leon Weirich / Rue Aloyse Kayser / Rue des Martyrs / Rue Victor Hugo (erhalten)
- 1911: Siedlung Ehleringer Straße in Esch-sur-Alzette, Rue dr Michel Welter / Rue de l’acier (erhalten)
- vor 1912: Geschosswohnungsbauten für den Beamten-Wohnungsverein Duisburg in Duisburg, Antonienstraße 40+42 (erhalten)
- vor 1912: Mehrfamilienwohnhäuser für die Baugenossenschaft Duisburg in Duisburg, Falkstraße
- 1912: Kasino für die GBAG in Esch-sur-Alzette, Avenue des Terres-Rouges (jetzt Conservatoire des Musique)[2]
- 1912: Verwaltungsgebäude für die GBAG in Esch-sur-Alzette, Avenue des Terres-Rouges (jetzt Sitz von Luxcontrol; erhalten)
- 1912: Beamtenwohnhäuser für die GBAG in Esch-sur-Alzette, Avenue des Terres-Rouges (erhalten)
- 1912: Haupteingang für die Adolf-Emil-Hütte der GBAG in Esch-sur-Alzette, Rue Henry Bessemer (erhalten)
- 1912: Betriebsgebäude für die Hochofenanlage der Adolf-Emil-Hütte der GBAG in Esch-sur-Alzette, 1, Avenue de Rock`n Roll (jetzt Sitz von AGORA, erhalten)
- 1913?: Wohnhäuser für die GBAG in Esch-sur-Alzette, 16 ff., Rue Barbourg (erhalten)
- vor 1913: Wohnhausgruppe für die Beamten-Wohnungsgenossenschaft Duisburg in Duisburg, Immendal 51+51a (erhalten)
- vor 1913: Gebäude der Möbelfabrik Heinze & Co. in Priebus (Schlesien)
- vor 1913: Arbeitersiedlung in Bettemburg (Luxemburg)
- vor 1913: Kaue für die Erzgrube St. Michel in Audun-le-Tiche
- vor 1914: Konsumvereins-Kaufhaus bei der Hütte Deutsch-Orth in Audun-le-Tiche, 1, Rue Gambetta (erhalten)
- vor 1915: Doppelwohnhäuser für Ingenieure der Adolf-Emil-Hütte in Esch-sur-Alzette, rue Henry Bessemer (erhalten)
- vor 1916: Haupteingang der Hütte Deutsch-Oth in Audun-le-Tiche
- vor 1917: Meisterhäuser für die Hütte Deutsch-Oth in Audun-le-Tiche, 1ff, Rue Guynemer (erhalten)
- vor 1918: Mehrfamilienwohnhaus in Lauchhammer
- 1927–1929: Wohnhaus in München, Nibelungenstraße 74a[3]
- nach 1936: Umbau eines Ladenlokals zur Sparkassenfiliale, München-Laim, Fürstenrieder Straße[4]
- 1937: Siedlung der Heimstätten AG in München-Harlaching, Stresemannstraße, Friedrich-Ebert-Straße, Vollmarstraße (zweigeschossige Einfamilienhäuser; mit L. Zindner, Ludwig Weckbecker, Hans Noe, Kurt Bauer; erhalten)[5]